# Вселенная Человека-паука от Sony
Вселе́нная Челове́ка-паука́ от Sony (англ. Sony’s Spider-Man Universe; сокр. SSU), ранее известна как Вселе́нная персона́жей Marvel от Sony Pictures (англ. Sony Pictures Universe of Marvel Characters; сокр. SPUMC) — американская медиафраншиза, вымышленная общая вселенная, основанная на персонажах комиксов Marvel, связанных с Человеком-пауком, правами на которых владеет кинокомпания Sony Pictures. Эта медиафраншиза была анонсирована компанией в 2018 году после релиза фильма «Веном» с Томом Харди в главной роли и составляет конкуренцию медиафраншизе «Кинематографическая вселенная Marvel» (КВМ) Marvel Studios, известной такими фильмами как «Железный человек» (2008), «Мстители» (2012), «Стражи Галактики» (2014) и др. Вселенная Человека-паука от Sony состоит из фильмов «Веном» (2018), «Веном 2» (2021), «Морбиус» (2022), «Мадам Паутина» (2024), «Веном: Последний танец» (2024) и «Крейвен-охотник» (2024); будущего телесериала «Паук-Нуар» и третьего сезона веб-сериала «The Daily Bugle». После низких кассовых сборов некоторых фильмов франшизы в декабре 2024 года стало известно, что Sony больше не будет разрабатывать дальнейшие проекты для франшизы и вместо этого сосредоточится на фильмах «Человек-паук: Совершенно новый день» и «Человек-паук: За пределами вселенных».

## Производство
Изначально данная киновселенная задумывалась, как новая расширенная франшиза о Человеке-пауке. В январе 2010 года Sony объявила, что франшиза «Человека-паука» будет перезапущена после того, как режиссёр Сэм Рэйми покинул студию, так и не сняв четвёртую часть. К марту 2012 года Sony по-прежнему интересовалась дополнительным фильмом, который они разрабатывали, в основном о персонаже Веном, стремясь извлечь выгоду из выпуска первого фильма перезапуска, «Новый Человек-паук». В июне этого же года продюсеры Ави Арад и Мэтт Толмач обсуждали «Венома» и «Нового Человека-паука» со ссылкой на медиафраншизу «Кинематографическая вселенная Marvel» (КВМ) и различные франшизы, установленные в этом мире, которые пересеклись в фильме «Мстители», и Толмач сказал: «Надеюсь, все эти миры когда-нибудь будут жить вместе в едином мире.» В декабре 2013 года Sony объявила о планах использовать фильм «Новый Человек-паук: Высокое напряжение» для создания собственной расширенной вселенной, основанной на свойствах Marvel, на которые у студии были права для экранизаций, включая Венома. Арад и Толмач решили выпускать фильмы в рамках франшизы, в которую также входят Алекс Куртцман, Роберто Орси, Джефф Пинкнер, Эд Соломон и Дрю Годдард, а также режиссёр фильмов «Новый Человек-паук» и «Новый Человек-паук: Высокое напряжение» Марк Уэбб. Однако после того, как «Новый Человек-паук: Высокое напряжение» не смог собрать в прокате миллиард долларов, Sony «под огромным давлением», решила переосмыслить направление новой общей вселенной.
После того, когда в ноябре 2014 года Sony была взломана, были выпущены электронные письма между Sony Pictures Entertainment сопредседателем Эми Паскаль и президентом Дугом Белградом, в котором говорилось, что Sony планировала «омолодить» франшизу «Человека-паука», разработав анимационный комедийный фильм с участием Фила Лорда и Кристофера Миллера. Руководители Sony собирались обсудить этот проект в ходе обсуждения нескольких побочных фильмов «Человек-паук» на саммите в январе 2015 года. В феврале 2015 года Sony и Marvel Studios объявили о новом партнёрстве, которое позволит последним выпустить следующий фильм про Человека-паука для Sony и интегрировать данного персонажа в их киновселенную (то есть в КВМ). При этом Sony всё ещё планировала выпускать спин-оффы без участия Marvel, но считалось, что к ноябрю они были списаны, а Sony вместо этого сосредоточилась на своей новой перезагрузке с Marvel. Обсуждая анимационный фильм в течение этого года, председатель Sony Pictures Том Ротман сказал, что он будет «сосуществовать» с кинофильмами о Человеке-пауке, хотя Sony заявила, что будет существовать независимо от проектов по «Человеку-пауку». События анимационного фильма «Человек-паук: Через вселенные» установлены в альтернативной вселенной после перезагрузки Marvel Человека-паука, но вводит комиксную концепцию мультивселенной «Spider-Verse», в которой различные воплощения Человека-паука из различных миров могут объединиться вместе.

## Фильмы
| Фильм                  | Дата выхода      | Режиссёр(ы)      | Сценарист(ы)                                               | Продюсер(ы)                                                                             |
| ---------------------- | ---------------- | ---------------- | ---------------------------------------------------------- | --------------------------------------------------------------------------------------- |
| Веном                  | 4 октября 2018   | Рубен Флейшер    | Джефф Пинкнер, Скотт Розенберг и Келли Марсел              | Ави Арад, Мэттью Толмак и Эми Паскаль                                                   |
| Веном 2                | 30 сентября 2021 | Энди Серкис      | Келли Марсел                                               | Ави Арад, Мэттью Толмак, Эми Паскаль, Келли Марсел, Том Харди и Хатч Паркер             |
| Морбиус                | 1 апреля 2022    | Даниэль Эспиноса | Мэтт Сазама и Бёрк Шарплесс                                | Ави Арад, Мэттью Толмак и Лукас Фостер                                                  |
| Мадам Паутина          | 14 февраля 2024  | Эс Джей Кларксон | Мэтт Сазама, Бёрк Шарплесс, Клер Паркер и Эс Джей Кларксон | Лоренцо ди Бонавентура, Эрик Хаусэм и Палак Патель                                      |
| Веном: Последний танец | 25 октября 2024  | Келли Марсел     | Келли Марсел                                               | Ави Арад, Мэттью Толмак, Эми Паскаль, Хатч Паркер, Джонатан Кавендиш и Энгус Мор Гордон |
| Крейвен-охотник        | 13 декабря 2024  | Джей Си Чендор   | Арт Маркам & Мэтт Холлоуэй и Ричард Уэнк                   | Ави Арад и Мэттью Толмак                                                                |

До того, как Sony и Marvel договорились о создании новых фильмов о Человеке-пауке, Sony разрабатывали несколько спин-оффов, основанные на персонажах Marvel Comics, включая Венома. К ноябрю 2015 года эти спин-оффы, как полагали, были «пересмотрены», а Sony вместо этого сосредоточилась на своей сделке с Marvel. Однако «Веном» был возрождён Sony в марте 2016 года, и проект был представлен как сольный фильм, который запустил бы собственную франшизу, а также новую общую вселенную, независимую от КВМ. В мае 2017 года Sony объявила, что Веном станет началом «Вселенной Marvel от Sony». В следующем месяце Файги подтвердил, что, поскольку фильм был единственным проектом Sony, у Marvel не было планов переводить «Венома» в КВМ. Однако продюсер Эми Паскаль вскоре заявила, что Sony намерены сделать так, чтобы события в их фильмах происходили в «том же мире», что и в фильме «Человек-паук: Возвращение домой», описывая их как «дополнение» к этому миру. Она сказала, что новые фильмы будут пересекаться друг с другом и что в фильмах может появиться Человек-паук Холланда.

### «Веном» (2018)

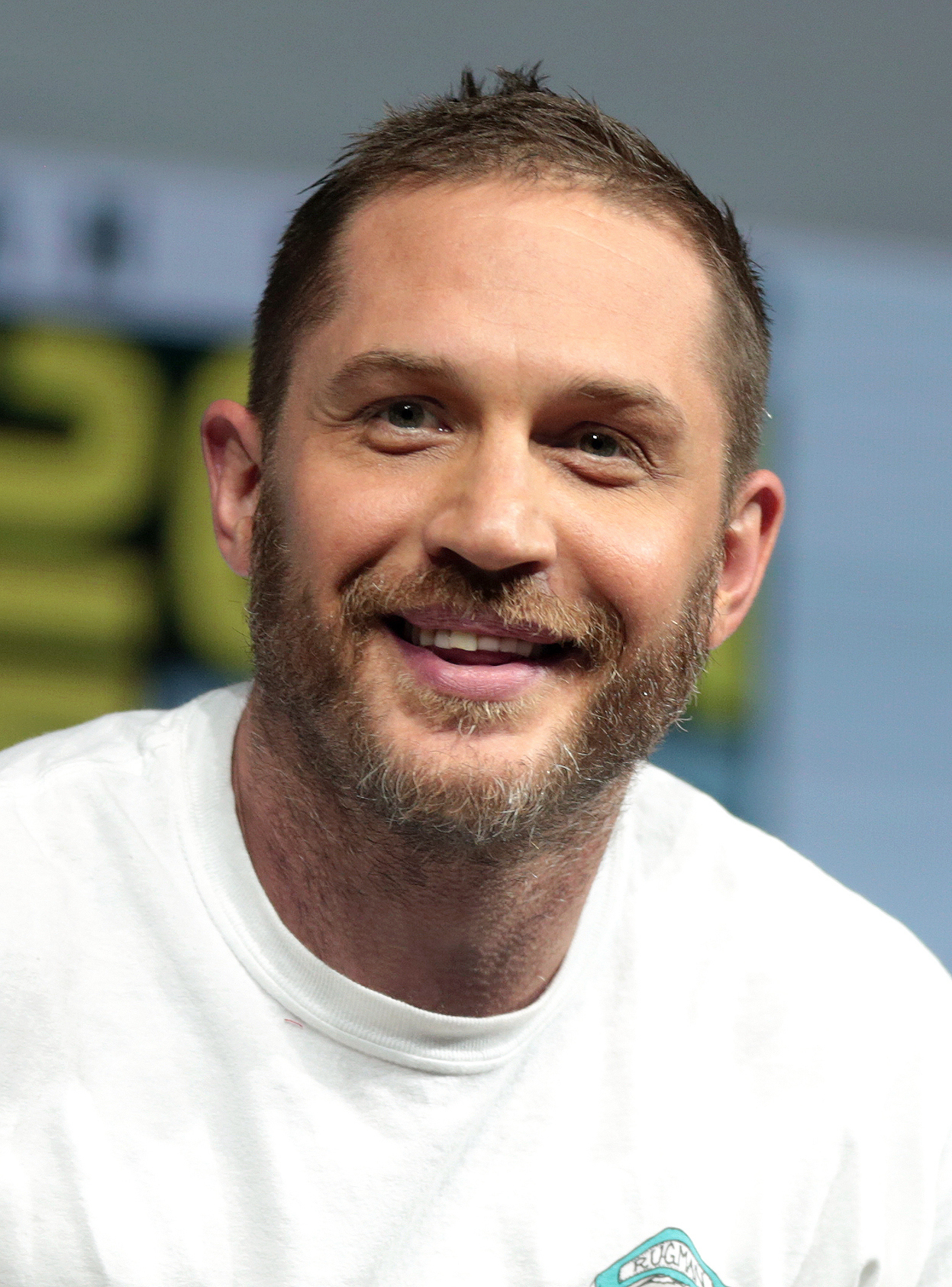
Том Харди, исполнитель главной роли в фильме «Веном»

Фильм о Веноме был возрождён студией Sony в марте 2016 года. Через год Скотт Розенберг и Джефф Пинкнер присоединились к работе над сценарием. В мае 2017 года Sony объявила, что Том Харди исполнит главную роль в «Веноме», который будет снят режиссёром Рубеном Флейшером. Фильм вышел на экраны 4 октября 2018 года.

### «Веном 2» (2021)
После кассового успеха «Венома» было объявлено о продолжении. Ожидалось, что «Веном 2» выйдет 2 октября 2020 года, но позднее выход фильма перенесли на 25 июня 2021 года, а позже на 24 сентября того же года. В России премьера состоялась 30 сентября.

### «Морбиус» (2022)
Фильм рассказывает об антигерое-вампире Морбиус. Сценаристами назначены Мэтт Сазама и Бёрк Шарплесс, режиссёром стал Даниэль Эспиноса, заглавную роль исполнил Джаред Лето. Изначально премьера была назначена на 10 июля 2020 года, позднее перенесена на 6 августа того же года, а ещё позднее на 19 марта 2021 года. Затем последовал перенос на 19 октября 2021 года, после на 21 января 2022 года, затем на 28 января 2022 года и на 1 апреля 2022 года.

### «Мадам Паутина» (2024)
В сентябре 2019 года Мэтт Сазама и Бёрк Шарплесс наняты для написания сценария к фильму о персонаже Мадам Паутина. В мае 2020 года Эс Джей Кларксон была нанята для разработки и постановки первого женского фильма компании Sony по комиксам Marvel. Студия хотела привлечь к проекту таких известных актёров, как Шарлиз Терон или Эми Адамс. В феврале 2022 года стало известно, что Дакота Джонсон ведёт переговоры по поводу исполнения заглавной роли, и была официально выбрана на роль в апреле. Премьера «Мадам Паутины» изначально должна была состояться 7 июля 2023 года, но была перенесена на 6 октября 2023 года,  потом на 16 февраля 2024 года, а позже — на 14 февраля этого же года.

### «Веном: Последний танец» (2024)
В августе 2018 года исполнитель главной роли Том Харди подтвердил, что подписал контракт на съёмки в третьем «Веноме». В сентябре 2021 года Харди заявил, что он «глубоко заинтересован» в фильмах о Веноме, признав при этом, что будущие ленты могут включать элементы мультивселенной. Режиссёр фильма «Веном 2» Энди Серкис также заявил, что Человек-паук из «Кинематографической вселенной Marvel» в конечном итоге пересечётся с фильмами о Веноме, хотя он считает, что сначала должны быть сняты другие фильмы, и он хотел бы вернуться в качестве режиссёра в продолжении, а другие суперзлодеи, обитающие в Рэйвенкрофте, могут появиться в других фильмах. В декабре того же года Эми Паскаль заявила, что они находятся на стадии планирования «Венома 3». В апреле 2022 года на CinemaCon Sony подтвердила, что триквел, «Веном: Последний танец», находится в разработке.
Премьера фильма состоялась 25 октября 2024 года.

### «Крейвен-охотник» (2024)
В августе 2018 года было объявлено, что Ричард Уэнк станет сценаристом фильма про суперзлодея Крейвена-охотника. В 2020 году на пост режиссёра фильма назначен Джей Си Чендор. В мае 2021 года объявили, что заглавную роль сыграет Аарон Тейлор-Джонсон. Премьера фильма состоялась 13 декабря 2024 года.

### Отменённые фильмы
- Эль Муэрто: В апреле 2022 года на мероприятии CinemaCon кинокомпания Sony Pictures Entertainment анонсировала сольный фильм о персонаже Эль Муэрто, действие которого будет происходить в медиафраншизе «Вселенная Человека-паука от Sony». Главную роль исполнит пуэрто-риканский рэпер Бени́то Анто́нио Марти́нес Ока́сио (исп. Benito Antonio Martínez Ocasio), более известный под псевдонимом Бэд Банни (англ. Bad Bunny)[55][56][57]. Дата выхода фильма была намечена на 24 января 2024 года[55], но в июне 2023 года релиз был перенесён на неопределённый срок[58]. После анонса некоторые фанаты комиксов были удивлены, что про относительно неизвестного персонажа снимут фильм, в то время как во Вселенной Marvel существуют более популярные персонажи-латиноамериканцы — например, Человек-паук 2099[59][60]. Сам Бэд Банни говорил, что «эта роль идеальна, и „Эль Муэрто“ будет грандиозным». Он также выразил надежду, что зрители будут гордиться его работой, учитывая, что это первый фильм Marvel с латиноамериканцем в главной роли[59]. 5 октября  режиссёр фильма был назначен Хонас Куарон.
- Гипно-Хастлер: Фильм с Дональдом Гловером в главной роли[61].
- Фильм Спайка Ли о Ночном страже: Спайк Ли вёл переговоры о назначении его на пост режиссёра фильма[62].
- Фильм Оливии Уайлд о Женщине-пауке
- Безымянный фильм Роберто Орси
- Фильм о Зловещей шестёрке
- Фильм о Джекпот

## Сериалы
| Сериал    | Сезон | Эпизоды | Премьерный показ | Премьерный показ | Премьерный показ | Шоураннер(ы)             | Статус        |
| Сериал    | Сезон | Эпизоды | Премьера сезона  | Финал сезона     | Сеть             | Шоураннер(ы)             | Статус        |
| --------- | ----- | ------- | ---------------- | ---------------- | ---------------- | ------------------------ | ------------- |
| Паук-Нуар | 1     | 8       | 2026 год         | ТВА              | MGM+             | Орен Узил и Стив Лайтфут | Пост-продакшн |

### «Паук-Нуар»
В феврале 2023 стало известно, что Sony разрабатывают сериал про Человека-паука Нуара для Amazon. Сценаристом и исполнительным продюсером выступит Орен Узил, а также продюсерами выступят Фил Лорд и Кристофер Миллер. Но Человеком-пауком здесь будет не Питер Паркер, а кто-то другой. Главную роль исполнит Николас Кейдж.

### Отменённые сериалы
- Серебряное и чёрное: К августу 2014 года Sony приступила к разработке спин-оффа о женской команде супергероев, когда Лиза Джой написала сценарий[64]. Считалось, что фильм был отменён в ноябре 2015 года[14], но был восстановлен в марте 2017 года, когда Крис Йост переписал сценарий. В фильме должны были появиться персонажи Фелиция Харди / Чёрная кошка и Серебряный Соболь[65], и он был официально назван «Серебряное и чёрное» в октябре 2018 года с Джина Принц-Байтвуд[англ.] в качестве режиссёра[66]. Линдси Бир и Женева Робертсон также внесли свой вклад в сценарий[67]. Съёмки фильма должны были состояться с марта по июнь 2018 года в Атланте и Мексике[68][69], но был отложен на неопределённый срок из-за проблем со сценарием[70]. В августе 2018 года Sony официально отменила «Серебряное и чёрное», намереваясь вместо этого переработать проект в виде двух отдельных фильмов, фокусирующихся на каждой из главных героинь[71]. В январе 2020 году объявили, что персонажи всё-таки объединятся в совместном проекте, но это будет не фильм, а сериал[72].
- Шёлк: Паучье общество: В конце июня 2018 Sony и Эми Паскаль начали разработку фильма о супергероине Синди Мун / Шёлк, которая будет отличаться от версии в будущем анимационном фильме Sony «Женщины-пауки»[73]. В конце 2019 года Шёлк была признана хорошим кандидатом для сериала, продюсером которого осталась Эми Паскаль. Сценарий для сериала написала Лорен Мун. Съёмки планировали провести с августа 2021 года по начало 2022[74]. В ноябре 2022 года сериал получил название «Шёлк: Паучье общество», а Анджела Канг была нанята для переработки сериала и получила должность шоураннера и исполнительного продюсера наряду с Паскаль, Филом Лордом и Кристофером Миллером[75]. В Кинематографической вселенной Marvel роль Синди Мун исполнила американская актриса китайского происхождения Тиффани Эспенсен[англ.][76].

## В других медиа

### Объединённый комикс
14 сентября 2018 года Marvel выпустил комикс по «Веному», выступающий в качестве приквела и тизера к фильму, с физической версией, доступной для тех, кто приобрёл билеты на фильм у Театра АМС. Комикс был написан Шоном Райаном и нарисован Шимоном Кудрански. Сюжет комикса устанавливает предысторию фильма для симбиота.

### Веб-сериал
В марте 2022 года Sony начала продвигать фильм «Морбиус» с помощью третьего сезона рекламного веб-сериала «The Daily Bugle» в TikTok. Данный веб-сериал ранее использовался для продвижения фильмов Кинематографической вселенной Marvel (КВМ) «Человек-паук: Вдали от дома» (2019) и «Человек-паук: Нет пути домой» (2021). В видеороликах представлена Никке Марина, рассказывающая о событиях, связанных с событиями «Морбиуса».

### Кинематографическая вселенная Marvel
В сцене после титров фильма «Веном 2» (2021) Веном рассказывает Эдди Броку о знаниях симбиотов о других вселенных, после чего Эдди и Веном переносятся ослепительным светом из своего гостиничного номера в незнакомую комнату, где они смотрят по телевидению репортаж Джея Джоны Джеймсона, который раскрывает, что Человек-паук — это Питер Паркер. В сцене после титров фильма Кинематографической вселенной Marvel «Человек-паук: Нет пути домой» (2021), покинув свой номер в отеле, Веном и Брок отправляются в бар и узнают о новой вселенной и таких личностях, как Тони Старк, Брюс Бэннер, Танос и крупном событии, известном как «Скачок». Когда они решают найти Человека-паука, заклинание Доктора Стивена Стрэнджа возвращает их обратно в свою реальность, однако Веном оставил в этой вселенной маленькую частичку симбиота. В финале фильма «Морбиус» в результате заклинания Доктора Стрэнджа во вселенную Sony был перемещён Эдриан Тумс.

## Музыка

### Саундтреки
| Название                                                         | Дата релиза     | Длительность | Композитор                                            | Лейбл          |
| ---------------------------------------------------------------- | --------------- | ------------ | ----------------------------------------------------- | -------------- |
| Venom (Original Motion Picture Soundtrack)                       | 5 октября 2018  | 55:22        | Людвиг Йоранссон                                      | Sony Classical |
| Venom: Let There Be Carnage (Original Motion Picture Soundtrack) | 1 октября 2021  | 1:07:47      | Марко Белтрами                                        | Sony Classical |
| Morbius (Original Motion Picture Soundtrack)                     | 8 апреля 2022   | 1:00:24      | Йон Экстранд                                          | Madison Gate   |
| Madame Web (Original Motion Picture Soundtrack)                  | 14 февраля 2024 | 54:02        | Йохан Содерквист                                      | Madison Gate   |
| Venom: The Last Dance (Original Motion Picture Soundtrack)       | 25 октября 2024 | 57:27        | Дэн Дикон                                             | Sony Classical |
| Kraven the Hunter (Original Motion Picture Soundtrack)           | 13 декабря 2024 | 1:09:24      | Бенджамин Уоллфиш, Евгений Гальперин и Саша Гальперин | Sony Classical |

### Синглы
| Название                  | Дата релиза      | Длительность | Исполнитель                           | Лейбл                                   | Фильм                  |
| ------------------------- | ---------------- | ------------ | ------------------------------------- | --------------------------------------- | ---------------------- |
| «Venom»                   | 21 сентября 2018 | 4:29         | Эминем                                | Shady, Aftermath, Interscope            | Веном                  |
| «No Problem»              | 5 октября 2018   | 2:17         | Pusha T                               | G.O.O.D. Music, Re-Up Gang, Mass Appeal | Веном                  |
| «Let’s Go (The Royal We)» | 11 октября 2018  | 3:37         | Run the Jewels                        | Run The Jewels, Inc.                    | Веном                  |
| «Last One Standing»       | 30 сентября 2021 | 4:17         | Скайлар Грей, Polo G, Mozzy и Эминем  | Shady, Interscope                       | Веном 2                |
| «One Last Dance»          | 25 октября 2024  | 2:30         | Grandson, Том Морелло и Роман Морелло | Grand Morello                           | Веном: Последний танец |

## Хронология

### Основная вселенная
- 1973 — «Мадам Паутина» (2024): сцены с Констанцией Уэбб и Иезекилем Симсом в Перу
- 1994 — «Морбиус» (2022): сцены знакомства Майкла Морбиуса и Люсиана в больнице
- 1996 — «Веном 2» (2021): сцены с Клетусом Кэседи в приюте для трудных подростков
- 2003 — «Мадам Паутина» (2024): основные события фильма
- 2009 — «Крейвен-охотник» (2024): начало фильма
- 2019 — «Веном» (2018)
- 2019 — «Морбиус» (2022): основные события фильма, параллельно:
  - «The Daily Bugle» (2022): 3 сезон

- 2020 — «Веном 2» (2021): основные события фильма
- 2021 — «Веном: Последний танец» (2024)
- 2025 — «Крейвен-охотник» (2024): основные события фильма

### Кинематографическая вселенная Marvel(Земля-616)
- 2024 — «Веном 2» (2021): сцена после титров

## Актёры и персонажи
- Пустая тёмно-серая ячейка означает, что персонаж не появлялся в фильме или его официальное присутствие не подтверждено.

| Персонажи                                                  | Фильмы                                                     | Фильмы                                                     | Фильмы                                                     | Фильмы                                                     | Фильмы                                                     | Фильмы                                                     | Телесериал                                                 | Веб-сериал                                                 |
| Персонажи                                                  | Веном (2018)                                               | Веном 2 (2021)                                             | Морбиус (2022)                                             | Мадам Паутина (2024)                                       | Веном: Последний танец (2024)                              | Крейвен-охотник (2024)                                     | Паук-Нуар (2026)                                           | The Daily Bugle (3-й сезон, 2022)                          |
| Появившиеся в фильмах Кинематографической вселенной Marvel | Появившиеся в фильмах Кинематографической вселенной Marvel | Появившиеся в фильмах Кинематографической вселенной Marvel | Появившиеся в фильмах Кинематографической вселенной Marvel | Появившиеся в фильмах Кинематографической вселенной Marvel | Появившиеся в фильмах Кинематографической вселенной Marvel | Появившиеся в фильмах Кинематографической вселенной Marvel | Появившиеся в фильмах Кинематографической вселенной Marvel | Появившиеся в фильмах Кинематографической вселенной Marvel |
| ---------------------------------------------------------- | ---------------------------------------------------------- | ---------------------------------------------------------- | ---------------------------------------------------------- | ---------------------------------------------------------- | ---------------------------------------------------------- | ---------------------------------------------------------- | ---------------------------------------------------------- | ---------------------------------------------------------- |
| Джей Джона Джеймсон                                        |                                                            | Джей Кей Симмонс (камео)                                   |                                                            |                                                            |                                                            |                                                            |                                                            |                                                            |
| Питер Паркер Человек-паук                                  |                                                            | Том Холланд (камео)                                        |                                                            |                                                            |                                                            |                                                            |                                                            |                                                            |
| Эдриан Тумс Стервятник                                     |                                                            |                                                            | Майкл Китон (камео)                                        |                                                            |                                                            |                                                            |                                                            |                                                            |
| Бармен                                                     |                                                            |                                                            |                                                            |                                                            | Кристо Фернандес                                           |                                                            |                                                            |                                                            |
| Появившиеся в фильме «Веном»                               |                                                            |                                                            |                                                            |                                                            |                                                            |                                                            |                                                            |                                                            |
| Эдди Брок Веном                                            | Том Харди                                                  | Том Харди                                                  |                                                            |                                                            | Том Харди                                                  |                                                            |                                                            |                                                            |
| Миссис Чен                                                 | Пегги Лу                                                   | Пегги Лу                                                   |                                                            |                                                            | Пегги Лу                                                   |                                                            |                                                            |                                                            |
| Энн Вейинг                                                 | Мишель Уильямс                                             | Мишель Уильямс                                             |                                                            |                                                            |                                                            |                                                            |                                                            |                                                            |
| Дэн Льюис                                                  | Рид Скотт                                                  | Рид Скотт                                                  |                                                            |                                                            |                                                            |                                                            |                                                            |                                                            |
| Клетус Кэседи Карнаж                                       | Вуди Харрельсон (камео)                                    | Вуди ХаррельсонДжек Бандейра (в молодости)                 |                                                            |                                                            |                                                            |                                                            |                                                            |                                                            |
| Карлтон Дрейк Райот                                        | Риз Ахмед                                                  |                                                            |                                                            |                                                            |                                                            |                                                            |                                                            |                                                            |
| Джон Джеймсон III                                          | Крис О’Хара                                                |                                                            |                                                            |                                                            |                                                            |                                                            |                                                            |                                                            |
| Дора Скёрт                                                 | Дженни Слейт                                               |                                                            |                                                            |                                                            |                                                            |                                                            |                                                            |                                                            |
| Роланд Трис                                                | Скотт Хейз                                                 |                                                            |                                                            |                                                            |                                                            |                                                            |                                                            |                                                            |
| Появившиеся в фильме «Веном 2»                             |                                                            |                                                            |                                                            |                                                            |                                                            |                                                            |                                                            |                                                            |
| Патрик Маллиган Токсин                                     |                                                            | Стивен ГрэмШон Делейни (в молодости)                       |                                                            |                                                            | Стивен Грэм                                                |                                                            |                                                            |                                                            |
| Фрэнсис Баррисон Визг                                      |                                                            | Наоми ХаррисОлумиде Олорунфеми (в молодости)               |                                                            |                                                            |                                                            |                                                            |                                                            |                                                            |
| Появившиеся в фильме «Морбиус»                             |                                                            |                                                            |                                                            |                                                            |                                                            |                                                            |                                                            |                                                            |
| Доктор Майкл Морбиус                                       |                                                            |                                                            | Джаред ЛетоЧарли Шотуэлл (в детстве)                       |                                                            |                                                            |                                                            |                                                            | Джаред Лето (архивные кадры)                               |
| Мартина Бэнкрофт                                           |                                                            |                                                            | Адриа Архона                                               |                                                            |                                                            |                                                            |                                                            | Адриа Архона (архивные кадры)                              |
| Люсиан / Майло                                             |                                                            |                                                            | Мэтт СмитДжозеф Эссон (в детстве)                          |                                                            |                                                            |                                                            |                                                            |                                                            |
| Доктор Эмиль Николас                                       |                                                            |                                                            | Джаред Харрис                                              |                                                            |                                                            |                                                            |                                                            |                                                            |
| Альберто Родригес                                          |                                                            |                                                            | Аль Мадригал                                               |                                                            |                                                            |                                                            |                                                            |                                                            |
| Саймон Страуд                                              |                                                            |                                                            | Тайриз Гибсон                                              |                                                            |                                                            |                                                            |                                                            |                                                            |
| Появившиеся в фильме «Мадам Паутина»                       |                                                            |                                                            |                                                            |                                                            |                                                            |                                                            |                                                            |                                                            |
| Кассандра «Кэсси» Уэбб Мадам Паутина                       |                                                            |                                                            |                                                            | Дакота Джонсон                                             |                                                            |                                                            |                                                            |                                                            |
| Джулия Корнуэлл Женщина-паук                               |                                                            |                                                            |                                                            | Сидни Суини                                                |                                                            |                                                            |                                                            |                                                            |
| Марта «Мэтти» Франклин Женщина-паук                        |                                                            |                                                            |                                                            | Селеста О’Коннор                                           |                                                            |                                                            |                                                            |                                                            |
| Аня Коразон Аранья                                         |                                                            |                                                            |                                                            | Изабела Монер                                              |                                                            |                                                            |                                                            |                                                            |
| Иезекиль Симс                                              |                                                            |                                                            |                                                            | Тахар Рахим                                                |                                                            |                                                            |                                                            |                                                            |
| Бен Паркер                                                 |                                                            |                                                            |                                                            | Адам Скотт                                                 |                                                            |                                                            |                                                            |                                                            |
| Мэри Паркер                                                |                                                            |                                                            |                                                            | Эмма Робертс                                               |                                                            |                                                            |                                                            |                                                            |
| Появившиеся в фильме «Веном: Последний танец»              |                                                            |                                                            |                                                            |                                                            |                                                            |                                                            |                                                            |                                                            |
| Генерал Рекс Стрикленд                                     |                                                            |                                                            |                                                            |                                                            | Чиветел Эджиофор                                           |                                                            |                                                            |                                                            |
| Тедди Пейн Агония                                          |                                                            |                                                            |                                                            |                                                            | Джуно Темпл                                                |                                                            |                                                            |                                                            |
| Сэди Кристмас Лэшер                                        |                                                            |                                                            |                                                            |                                                            | Кларк Бако                                                 |                                                            |                                                            |                                                            |
| Налл                                                       |                                                            |                                                            |                                                            |                                                            | Энди Серкис                                                |                                                            |                                                            |                                                            |
| Мартин Мун                                                 |                                                            |                                                            |                                                            |                                                            | Рис Иванс                                                  |                                                            |                                                            |                                                            |
| Нова Мун                                                   |                                                            |                                                            |                                                            |                                                            | Аланна Юбак                                                |                                                            |                                                            |                                                            |
| Появившиеся в фильме «Крейвен-охотник»                     |                                                            |                                                            |                                                            |                                                            |                                                            |                                                            |                                                            |                                                            |
| Сергей Кравинов Крейвен-охотник                            |                                                            |                                                            |                                                            |                                                            |                                                            | Аарон Тейлор-ДжонсонЛеви Миллер (в детстве)                |                                                            |                                                            |
| Калипсо Эзили                                              |                                                            |                                                            |                                                            |                                                            |                                                            | Ариана ДебосДиана Бабницова (в детстве)                    |                                                            |                                                            |
| Дмитрий Кравинов Хамелеон                                  |                                                            |                                                            |                                                            |                                                            |                                                            | Фред ХехингерБилли Бэррэтт (в детстве)                     |                                                            |                                                            |
| Алексей Сицевич Носорог                                    |                                                            |                                                            |                                                            |                                                            |                                                            | Алессандро Нивола                                          |                                                            |                                                            |
| Николай Кравинов                                           |                                                            |                                                            |                                                            |                                                            |                                                            | Рассел Кроу                                                |                                                            |                                                            |
| Иностранец                                                 |                                                            |                                                            |                                                            |                                                            |                                                            | Кристофер Эбботт                                           |                                                            |                                                            |
| Появившиеся в телесериале «Паук-Нуар»                      |                                                            |                                                            |                                                            |                                                            |                                                            |                                                            |                                                            |                                                            |
| Человек-паук Нуар                                          |                                                            |                                                            |                                                            |                                                            |                                                            |                                                            | Николас Кейдж                                              |                                                            |
| Робби Робертсон                                            |                                                            |                                                            |                                                            |                                                            |                                                            |                                                            | Ламорн Моррис                                              |                                                            |
| Появившиеся в веб-сериале «The Daily Bugle»                |                                                            |                                                            |                                                            |                                                            |                                                            |                                                            |                                                            |                                                            |
| Никке Марина                                               |                                                            |                                                            |                                                            |                                                            |                                                            |                                                            |                                                            | Никке Марина                                               |

## Приём

### Бюджет и кассовые сборы
| Фильм                  | Дата релиза      | Сборы        | Сборы          | Сборы          | Бюджет       | Ссылки                 |
| Фильм                  | Дата релиза      | США и Канада | Другие страны  | Весь мир       | Бюджет       | Ссылки                 |
| ---------------------- | ---------------- | ------------ | -------------- | -------------- | ------------ | ---------------------- |
| Веном                  | 4 октября 2018   | $213 515 506 | $642 569 645   | $856 085 151   | $100–116 млн | [ 99 ] [ 100 ] [ 101 ] |
| Веном 2                | 30 сентября 2021 | $213 550 366 | $293 313 226   | $506 863 592   | $110 млн     | [ 102 ] [ 103 ]        |
| Морбиус                | 1 апреля 2022    | $73 865 530  | $93 595 431    | $167 460 961   | $75 млн      | [ 104 ] [ 105 ]        |
| Мадам Паутина          | 14 февраля 2024  | $43 817 106  | $56 681 658    | $100 498 764   | $80 млн      | [ 106 ] [ 107 ]        |
| Веном: Последний танец | 25 октября 2024  | $139 113 629 | $333 700 000   | $472 813 629   | $120 млн     | [ 108 ] [ 109 ]        |
| Всего                  | Всего            | $683 862 137 | $1 419 859 960 | $2 103 722 097 | $485–501 млн | [ 110 ]                |

### Критика
| Фильм                  | Оценка критиков     | Оценка критиков  | Оценка зрителей | Оценка зрителей |
| Фильм                  | Rotten Tomatoes     | Metacritic       | CinemaScore     | PostTrak        |
| ---------------------- | ------------------- | ---------------- | --------------- | --------------- |
| Веном                  | 30 % (365 рецензий) | 35 (46 рецензий) | B+              | 80 %            |
| Веном 2                | 57 % (281 рецензия) | 49 (48 рецензий) | B+              | 76 %            |
| Морбиус                | 15 % (283 рецензии) | 35 (55 рецензий) | C+              | 62 %            |
| Мадам Паутина          | 13 % (176 рецензий) | 27 (50 рецензий) | C+              | 54 %            |
| Веном: Последний танец | 41 % (208 рецензий) | 41 (43 рецензии) | B−              | 73 %            |

### Номинации
Франшиза была номинирована на две премии Общества специалистов по визуальным эффектам.

## Комментарии
1. ↑  Marvel Studios не участвует в создании Вселенной Человека-паука от Sony и не планирует интегрировать её с Кинематографической вселенной Marvel (КВМ)[2]. Глава Marvel Studios Кевин Файги и режиссёры братья Руссо, а также режиссёр фильма «Человек-паук: Возвращение домой» (2017) Джон Уоттс, сказали, что фильм «Веном» не является частью КВМ[3]. Продюсер Эми Паскаль в свою очередь заявляет, что «Веном» и прочие проекты киновселенной являются «независимой, отдельной франшизой» от КВМ[4].
2. ↑  Веном и Эдди были перенесены в Кинематографическую вселенную Marvel (КВМ) в результате заклинания Доктора Стрэнджа в фильме «Человек-паук: Нет пути домой» (2021).
3. ↑  Фернандес повторяет роль бармена из фильма «Человек-паук: Нет пути домой» (2021), а кроме того играет версию этого персонажа из Вселенной Человека-паука от Sony[79].